# Platja de Viavélez
La platja de Viavélez és una de les platges del concejo d'El Franco a Astúries. Està situada en la localitat del mateix nom, no té serveis de socorrisme ni cap altre i té poca assistència de banyistes. Està en el mateix port i té forma de petxina amb una longitud d'uns 100 m i una amplària mitjana escasísima que s'estima al voltant d'1,0 m i que solament pot apreciar-se quan hi ha baixamars vives. La sorra és fosca i el gra té grandària mitjana.
Les localitats properes són Viavélez i A Caridá. Com la platja està en el propi port pesquer de Viavélez, la localització i accés a ella és molt fàcil. També, per la seva ubicació, és una platja molt segura. Pels andarines té l'al·licient de tenir al costat la senda costanera «I-9» de Viavélez a Ortiguera i de Viavélez a Tàpia de Casariego.